# Галдоридон
Галдоридон (осет. Галдоридон) — пятикаскадный водопад высотой около 35 метров на реке Галдоридон в Хареском ущелье Ирафского района Республики Северная Осетия — Алания.

## Описание
Вода стремительным потоком падает вниз, в выбиваемую им яму, которая образована чёрными сланцами и светлыми гранитами. Является любимым природным объектом среди посетителей ФГБУ Национальный парк «Алания». В народе имеет название «Жемчужина» или «водопад Крошкина», в память о молодом погибшем альпинисте из г. Таганрог.